# 马尼凯维尔
马尼凯维尔（法語：Maniquerville，法語發音：[manikɛʁvil]）是法国滨海塞纳省的一个市镇，属于勒阿弗尔区。

## 地理
马尼凯维尔（49°41'32"N, 0°20'35"E）面积2.55 平方千米，位于法国诺曼底大区滨海塞纳省，该省份为法国北部沿海省份，其西部及北部濒大西洋英吉利海峡，东起顺时针与索姆省、瓦兹省、厄尔省和卡爾瓦多斯省接壤。
与马尼凯维尔接壤的市镇（或旧市镇、城区）包括：埃普勒维尔、丰格斯马尔、弗罗贝维尔、科地区索瑟兹马尔。
马尼凯维尔的时区为UTC+01:00、UTC+02:00（夏令时）。

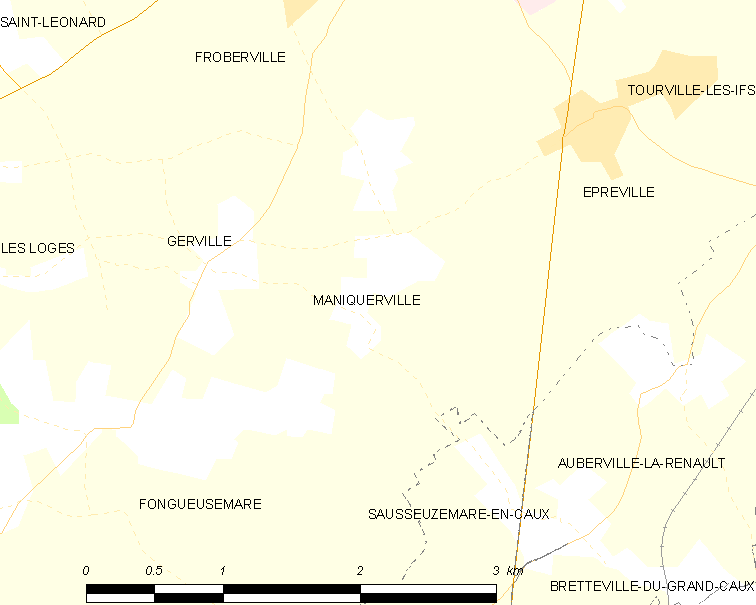
马尼凯维尔的OSM定位图

## 行政
马尼凯维尔的邮政编码为76400，INSEE市镇编码为76406。

## 政治
马尼凯维尔所属的省级选区为费康县。

## 人口

1962-2008年间马尼凯维尔人口变化图示

马尼凯维尔于2022年1月1日时的人口数量为420人。